# Leptychaster longipes
Leptychaster longipes is een kamster uit de familie Astropectinidae. De wetenschappelijke naam van de soort werd, als Leptoptychaster longipes, in 1920 gepubliceerd door René Koehler.